# زامولتا
زامولتا (به لاتین: Zamulta) یک منطقهٔ مسکونی در روسیه است که در جمهوری آلتای واقع شده‌است.